# Carretera maldita
Carretera maldita (título original Roadwork) es una novela escrita por Stephen King bajo el seudónimo Richard Bachman, y publicada en 1981. Fue recogida para la colección de The Bachman Books.
La historia tiene lugar en una ciudad sin nombre del Medio Oeste en 1971-1974. Barton George Dawes, haciendo duelo por la muerte de su hijo y la desintegración de su matrimonio, es llevado a la inestabilidad mental cuando descubre que su casa y el lugar donde trabaja serán demolidos para hacer una ampliación de una autopista interestatal.

## Historia
La novela comienza con una entrevista "en la calle" en que un hombre no identificado (luego se revela ser Barton Dawes) da una opinión enojado sobre el proyecto de extensión de la autopista. La narrativa luego salta hacia varios meses, con Dawes, aparentemente inconsciente de las motivaciones subyacentes de sus acciones, visitando una tienda de armas y comprando varias armas de fuego de gran tamaño. Mientras la historia avanza, se revela que el hijo de Dawes, Charlie, murió de cáncer cerebral años antes, y que Dawes es incapaz (o no) de romper sus lazos emociones con su lugar de trabajo y el lugar en donde su hijo creció.
Dawes pierde su trabajo en una lavandería industrial después de sabotear la compra de su nueva planta, y después de aprender de sus acciones, su esposa Mary lo deja. Dawes luego se acerca a Sal Magliore, el propietario de un local de autos usados que tiene vínculos con la Mafia, en un intento de obtener explosivos. Magliore inicialmente lo rechaza como un chiflado, así que Dawes reúne una carga de bombas mólotov y las utiliza para dañar el equipo de construcción de la autopista, causando un breve retraso en el proyecto. Más tarde, Magliore se pone de acuerdo con Dawes en venderle explosivos.
En el clímax de la novela, Dawes se encierra dentro de su casa y le dispara a la policía enviada para desalojarlo a la fuerza (la ciudad ha comprado legalmente la propiedad de él bajo su estatuto de dominio eminente). La confrontación atrae la atención de los medios de comunicación, y Dawes intimida a la policía al dejar que un reportero -el mismo que lo entrevistó antes, como pasó anteriormente, aunque ninguno reconoce al otro- a entrar a la casa y hablar con él. Una vez que el reportero se va, Dawes arroja sus armas por la ventana y pone en marcha sus explosivos, destruyendo la casa con él dentro.
Un corto epílogo revela que no había una razón real para el proyecto de ampliación; la ciudad simplemente tenía dinero extra en su presupuesto de construcción de carreteras, y tenía que gastarlo por temor de tener su presupuesto reducido al año siguiente.

## Comentarios del autor
En la introducción de The Bachman Books, King dijo:
"Creo que fue un esfuerzo en hacer algún sentido de la dolorosa muerte de mi madre el año anterior - un cáncer persistente se la había llevado pulgada por pulgada. Seguido a su muerte, me quedé con tanto sufrimiento y sacudido por la falta de sentido aparente de todo... Carretera maldita trata de ser bueno y encontrar algunas respuestas al enigma del dolor humano."
King también describió su desilusión con el trabajo, y dijo que lo pensó dos veces en hacerlo imprimir nuevamente, pero decidió al final, con el fin de dar a los lectores una idea de su personalidad en el momento.
En una nueva introducción de la segunda edición de The Bachman Books, King dijo que había cambiado de opinión y que Carretera maldita se había convertido en su favorito de sus libros iniciales.